# Comté de Bordeaux
778–1063
(285 ans)
Entités précédentes :
- Royaume d'Aquitaine

Entités suivantes :
- Comté de Poitou

Le comté de Bordeaux était une juridiction féodale d'Aquitaine et de Gascogne centrée sur la ville de Bordeaux.
En 778 et en 781, Charlemagne divisa le royaume d'Aquitaine en 14 comtés : Périgord, Poitou, Toulouse, Rouergue, Bourges, Albi, Gévaudan, Agen, Bordeaux, Limoges, Auvergne, Velay, Saintes, Angoulême.
Le comté de Bordeaux fut rattaché d'abord au duché de Vasconie (future Gascogne) (de 852 à 1032), puis du duché d'Aquitaine sous les autorités successives des comtes de Poitiers, (de 1032 à 1137), et des Capétiens, (de 1137 à 1152).
En 778, Seguin est nommé comte de la ville par Charlemagne, et en 814 duc de la Vasconie, mais en 816 Charlemagne le dépose pour sa probable connivence avec une révolte basque, ce qui répand la rébellion sur toute la Vasconie.
À la mort du roi d'Aquitaine Pépin en 838, les barons aquitains élurent Pépin II pour lui succéder, mais l'empereur Louis le Pieux donna à Worms en 839 l'Aquitaine en partage à son fils Charles le Chauve. Ce dernier nomma Seguin II (fils possible de Seguin I) comte de Bordeaux afin de contrer les prétentions indépendantes de Sanche II.
Il resta plus ou moins lié à la maison ducale de Vasconie (Sanche II, puis non neveu Arnaud, ...) à une époque où la ville était fréquemment victime d'attaques vikings.
Garcie Sanche dit le Courbé (possible fils de Sanche II ?), leur succéda comme duc de Vasconie, et incorpora le comté de Bordeaux dans son domaine.
Son fils Sanche Garcès lui succéda vers 930 dans un duché amputé des parts de ses frères, Guillaume Garcès, tige des comtes de Fezensac et d’Armagnac et Arnaud Garcès, tige des comtes d’Astarac.
Son fils Sanche lui succéda en 955, mais ne laissant aucun enfant, son frère Guillaume Sanche, dont le fait d'armes fut sa victoire sur les Vikings, lui succéda à son tour vers 961.
Le comté de Bordeaux est ensuite repris par son fils, Bernard Guillaume (997-1010).

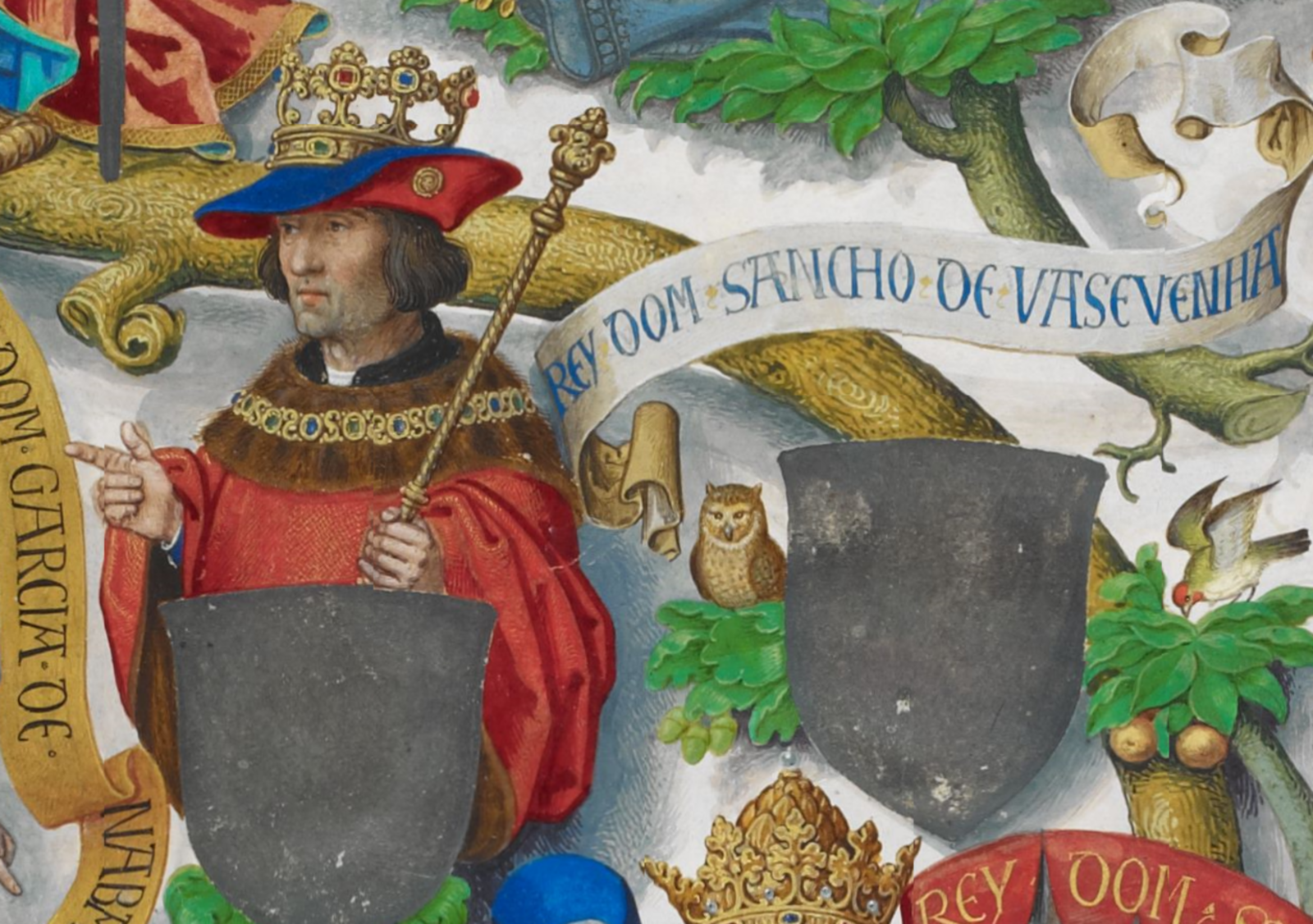
Sanche Guillaume, comte de Bordeaux de 1009 à 1032.

Ce dernier étant mort le 25 décembre 1009 sans laisser de postérité, le pouvoir échut à son frère cadet Sanche Guillaume (1010-1032)
N'ayant eu que 2 filles mortes sans postérité avant leur père, le pouvoir échut en 1032 à Béranger d'Angoulême suivant l'ordre de primogéniture, puis à son neveu Eudes de Poitiers en septembre 1036, qui fut comte de Bordeaux et duc de Gascogne.
Eudes mourut en 1040 et grâce à l'intervention d'Agnès de Bourgogne, la succession passa à Guillaume VIII, mais le titre de comte de Gascogne fut pris par Bernard II d'Armagnac à la suite du délaissement du fief par Guillaume, voulant contrecarrer l'expansion des terres possédées par la maison.
Guy-Geoffroy ou Guillaume VIII, duc d'Aquitaine, finit par revendiquer la succession plus énergiquement, prenant le contrôle du comté de Bordeaux vers 1044. Ses ambitions furent élargies lorsqu'il hérita lors la mort de son frère Guillaume Aigret le duché d'Aquitaine. Après avoir remporté la bataille de La Castelle en 1063, le duc ne laisse à Bernard que les terres d'Armagnac et de Fezensac, récupérant le fief comtal contre un dédommagement de 15 000 sous afin d'assurer sa position.